# 하트랜드 (1979년 영화)
하트랜드(Heartland)는 미국에서 제작된 리처드 피어스 감독의 1979년 서부, 드라마 영화이다. 립 톤 등이 주연으로 출연하였고 베스 페리스 등이 제작에 참여하였다. Letters of a Woman Homesteader(1914년)라는 제목의 Elinore Pruitt Stewart의 회고록에 기반을 둔다.
1980년, 이 영화는 제30회 베를린 국제영화제에서 황금곰상을 수상했다.

## 출연

### 주연
- 립 톤
- 콘처터 페렐

### 조연
- 베리 프리머스
- 리리아 스칼라
- 에이미 라이트
- 제리 하딘
- 메리 보이런
- 마이크 로버트슨
- 더그 존슨

## 제작진
- 미술: 패트리지아 본 브랜던스타인
- 의상: 힐러리 로젠펠드
- 배역: 폴 마티노